# Comité des présidents de sociétés statistiques
Le Comité des présidents de sociétés statistiques (Committee of Presidents of Statistical Societies, COPSS) comprend les présidents, anciens présidents et les présidents élus de plusieurs sociétés professionnelles de statisticiens, principalement en Amérique du Nord.

## Composition
Le comité comprend les dirigeants, anciens et actuels des sociétés professionnelles de statisticiens suivantes:
- la Société américaine de statistique,
- l'Institut de statistique mathématique,
- la Société biométrique internationale, région Nord-est américaine,
- la Société biométrique internationale, région Nord-ouest américaine,
- la Société statistique du Canada.

## Distinctions
Le COPSS est responsable de l'attribution des prix suivants :
- Le prix COPSS pour « une contribution exceptionnelle à la profession de la statistique », par un membre de l'une des sociétés constituantes âgé de moins de 41 ans ;
- La conférence Fisher pour « la réalisation et les travaux en statistiques » qui ont un « impact très significatif ... sur la recherche scientifique » ;
- Le prix Snedecor pour « une remarquable publication dans l'utilisation de la biométrie dans les trois ans de données de la bourse » ;
- Le prix Elizabeth-Scott pour « favoriser la création de carrières dans les statistiques pour les femmes » ;
- Le prix Florence-Nightingale-David reconnaît « une statisticienne qui sert de modèle pour les autres femmes » (conjointement avec le Caucus for Women in Statistics).